# Ietsismus
Der Begriff Ietsismus leitet sich von niederländisch iets (etwas) ab. Er bezeichnet den Glauben an eine metaphysische Größe. Er ist ein allgemeiner Begriff für unterschiedliche Überzeugungen, wobei Menschen annehmen, dass es „etwas“ gibt zwischen Himmel und Erde, ohne einer genauer bestimmten Religion anzuhängen. Ein Ietser ist ein Gläubiger, der orthodoxe Götter beiseitelässt, jedoch für seine Sinngebung sehr wohl an „etwas“ Transzendentes glaubt, dass allem Existenten eine absolute, aber nicht benennbare Kraft zugrunde liegt.

## Etymologie
Der Begriff erlangte in den Niederlanden größere Bekanntheit, nachdem ihn der Molekularbiologe und langjährige Innenminister der Niederlande Ronald Plasterk in seiner Kolumne in der Wochenzeitschrift Intermediair vom 20. November 1997 genannt hatte:
„Sobald man beginnt, an der Orthodoxie zu rütteln, gleitet man langsam aber sicher aus der Kirche raus und landet früher oder später im Atheismus, oder im Ietsismus. Letzteres scheint gemäß einer kürzlich veröffentlichten Untersuchung die Religion der Mehrheit der heute lebenden Niederländer zu sein: der Glaube, dass da ‚doch etwas sein muss‘, weil ihnen die Idee unheimlich ist, dass das Leben sinnlos und mit dem Tode zu Ende sei. […] Der Ietsismus ist eine ziemlich diffuse Religion, ihre Anhänger erwecken nicht den Eindruck, dass sie täglich oder auch nur wöchentlich damit beschäftigt seien, aber darauf hingewiesen fassen sie ihr Bild ungefähr wie folgt zusammen: ‚Da muss doch etwas sein? Es wäre doch schlimm, wenn da nichts weiter sei. Es käme mir wirklich kahl vor, wenn nach dem Tode nichts mehr kommt.“
Plasterk äußerte sich über den Ietsismus zunächst als lau und intellektuell unbefriedigend eher ablehnend, dann aber ab 2005 zunehmend wertschätzender, da Ietsisten wenigstens keine Fundamentalisten seien.
Ad Verkuijlen behauptete, dasselbe Phänomen bereits ein Jahr früher mit dem Terminus „ietsers“ beschrieben zu haben:
„Immer weniger Menschen fühlen sich einer Kirche zugehörig. Dementgegen stieg die Anzahl derer beständig, die an eine höhere, nicht genauer definierte Macht glauben, ab 1991 von 2 % auf 22 %, so der Sociaal en Cultureel Rapport von 1996. Es ist eine nationale Epidemie, jeder kennt einige von ihnen. Auf die Frage, ob sie an einen Gott glauben, antworten sie bedeutungsschwanger: ‚Nee, aber da muss ja schon etwas sein!‘“
Möglicherweise war auch für Plasterk der Sociaal en Cultureel Rapport die erste Quelle, die das Phänomen mit Ziffern belegte, worauf er dann vermutlich mit den Worten „kürzlich veröffentlichte Untersuchung“ (s. o.) referierte.
Der Ietsisme ist als eigenständiges Lemma in die im Oktober 2005 erschienene 14. Ausgabe des Wörterbuchs der niederländischen Sprache, des Dikke Van Dale (Großes Wörterbuch der niederländischen Sprache) aufgenommen worden.

## Kennzeichen
Im Gegensatz zum klassischen Agnostizismus, der religiösen Überzeugungen gegenüber eher negativ eingestellt ist („nichts glauben, was man nicht wissen kann“), bleibt der Ietsismus diesem eher positiv gegenüber („es gibt viel mehr, als wir wissen können“). Er ist eine Form außerkirchlicher, aber religiöser Freisinnigkeit. Inhaltlich kann er von  christlichen Gottesbildern als außerweltlicher Kraft bis zu buddhistischen Weltbildern mit innerweltlicher Kraft reichen. Ebenso ist es möglich, die Wahl zwischen diesen Extremen offen zu lassen. Damit ähnelt der Ietsismus in seinem Umgang mit dem abstrakten Symbol, in seiner Auffassung des Demiurgen der Freimaurerei, deren jeder Anhänger seine eigene Interpretation konstruieren kann; der Unterschied liegt darin, dass Freimaurer aktiv nach jenem „Etwas“ suchen, was der Ietsist nicht notwendig zu tun braucht.

## Kritik
Sowohl unter Theisten als auch unter Atheisten stößt der Ietsismus auf Ablehnung, während laut einer Meinungsumfrage der Tageszeitung Trouw im Oktober 2004 rund ein Drittel der Niederländer zu den Ietsisten gezählt werden kann. Aufseiten der Theisten liegt dieser Widerstand darin begründet, dass der Ietsismus den offenbarten Glauben mehr oder weniger deutlich leugnet. Überzeugte Atheisten hingegen stören sich am diffusen Glauben des Ietsismus an höhere Mächte, anstatt ihn konsequent hinter sich zu lassen.